# Wolfshausen

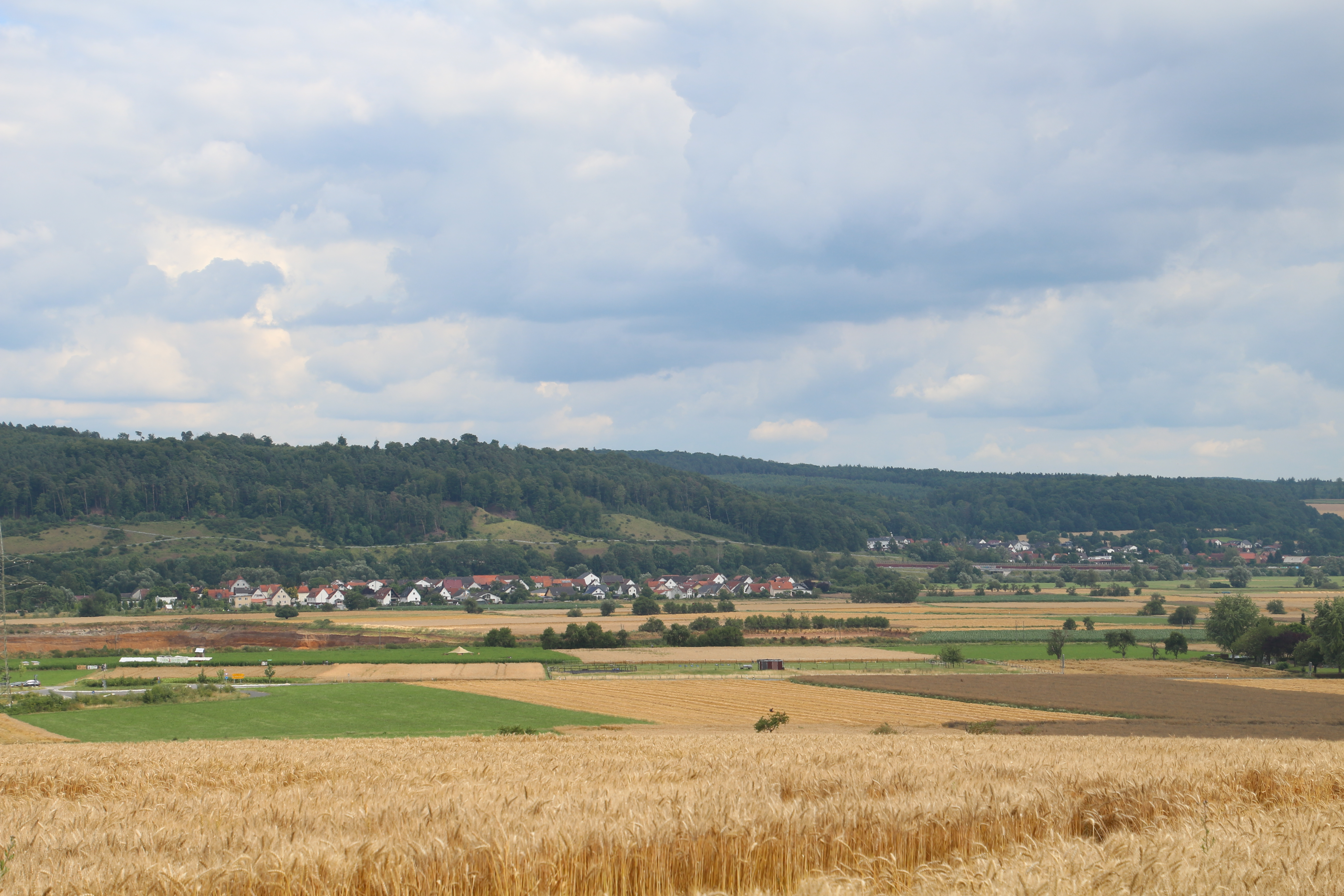
Links Argenstein, rechts Wolfshausen

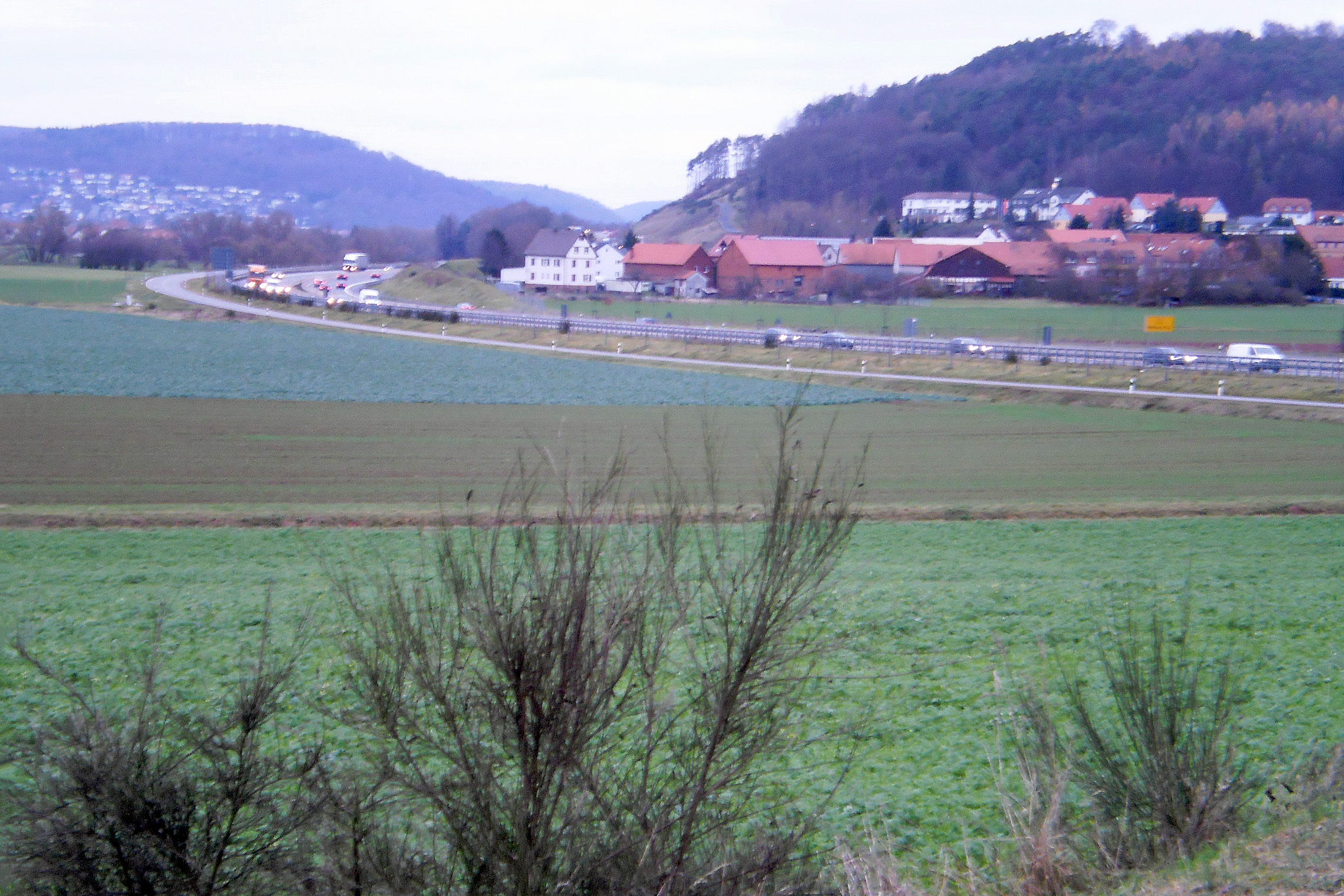
Wolfshausen hinter der Bundesstraße 3a, hinter den Bäumen der Lahnaue Argenstein und Niederweimar

Wolfshausen ist einer der zwölf Ortsteile der Gemeinde Weimar (Lahn) im mittelhessischen Landkreis Marburg-Biedenkopf.

## Geschichte

### Ortsgeschichte
Die älteste bekannte schriftliche Erwähnung von Wolfshausen erfolgte unter dem Namen Woluishusen im Jahr 1269.
Im Jahr 1774 wurde im Ort eine Schule erbaut, die heute das Bürgerhaus ist.
Zum 1. Juli 1974 wurde die bis dahin selbständige Gemeinde Wolfshausen im Zuge der Gebietsreform in Hessen kraft Landesgesetz in die Gemeinde Weimar (Lahn) eingemeindet. Für Wolfshausen wurde wie für die übrigen Ortsteile von Weimar ein Ortsbezirk mit Ortsbeirat und Ortsvorsteher eingerichtet.

### Verwaltungsgeschichte im Überblick
Die folgende Liste zeigt die Staaten und Verwaltungseinheiten, denen Wolfshausen angehört(e):
- vor 1567: Heiliges Römisches Reich, Landgrafschaft Hessen, Gericht Oberweimar auch genannt Reitzberg (Gericht Oberweimar bestand aus den Orten Oberweimar, Niederwalgern, Kehna, Altna, Weiershausen, Hermershausen, Ciriaxweimar, Gisselberg, Ronhauſen und Wolfshausen, sowie der Hälfte von Dilschhausen und Elnhausen)[7]
- ab 1567: Heiliges Römisches Reich, Landgrafschaft Hessen-Marburg, Amt Marburg[8]
- 1604–1648: Heiliges Römisches Reich, strittig zwischen Landgrafschaft Hessen-Darmstadt und Landgrafschaft Hessen-Kassel (Hessenkrieg), Amt Marburg
- ab 1648: Heiliges Römisches Reich, Landgrafschaft Hessen-Kassel, Amt Marburg
- ab 1806: Landgrafschaft Hessen-Kassel, Amt Kaldern und Reitzberg
- 1807–1813: Königreich Westphalen, Departement der Werra, Distrikt Marburg, Kanton Ebsdorf
- ab 1815: Kurfürstentum Hessen, Amt Kaldern und Reitzberg[9]
- ab 1821: Kurfürstentum Hessen, Provinz Oberhessen, Kreis Marburg[10][Anm. 1]
- ab 1848: Kurfürstentum Hessen, Bezirk Marburg
- ab 1851: Kurfürstentum Hessen, Provinz Oberhessen, Kreis Marburg
- ab 1867: Königreich Preußen, Provinz Hessen-Nassau, Regierungsbezirk Kassel, Kreis Marburg
- ab 1871: Deutsches Reich, Königreich Preußen, Provinz Hessen-Nassau, Regierungsbezirk Kassel, Kreis Marburg
- ab 1918: Deutsches Reich, Freistaat Preußen, Provinz Hessen-Nassau, Regierungsbezirk Kassel, Kreis Marburg
- ab 1944: Deutsches Reich, Freistaat Preußen, Provinz Kurhessen, Landkreis Marburg
- ab 1945: Deutsches Reich, Amerikanische Besatzungszone, Groß-Hessen, Regierungsbezirk Kassel, Landkreis Marburg
- ab 1946: Deutsches Reich, Amerikanische Besatzungszone, Hessen, Regierungsbezirk Kassel, Landkreis Marburg
- ab 1949: Bundesrepublik Deutschland, Hessen, Regierungsbezirk Kassel, Landkreis Marburg
- ab 1974: Bundesrepublik Deutschland, Regierungsbezirk Kassel, Landkreis Marburg-Biedenkopf, Gemeinde Weimar

### Gerichte seit 1821
Mit Edikt vom 29. Juni 1821 wurden in Kurhessen Verwaltung und Justiz getrennt. In Marburg wurde der Kreis Marburg für die Verwaltung eingerichtet und das Landgericht Marburg war als Gericht in erster Instanz für Wolfshausen zuständig. 1850 wurde das Landgericht in Justizamt Marburg umbenannt. Nach der Annexion Kurhessens durch Preußen 1866 erfolgte am 1. September 1867 die Umbenennung des bisherigen Justizamtes in Amtsgericht Marburg. Auch mit dem Inkrafttreten des Gerichtsverfassungsgesetzes von 1879 blieb das Amtsgericht unter seinem Namen bestehen. 1932 wurde das Amtsgericht Fronhausen zuständig und mit dessen Auflösung 1948 das Amtsgericht Marburg.

## Bevölkerung

### Einwohnerstruktur 2011
Nach den Erhebungen des Zensus 2011 lebten am Stichtag dem 9. Mai 2011 in Wolfshausen 360 Einwohner. Darunter waren 6 (1,7 %) Ausländer.
Nach dem Lebensalter waren 63 Einwohner unter 18 Jahren, 162 zwischen 18 und 49, 66 zwischen 50 und 64 und 66 Einwohner waren älter. Die Einwohner lebten in 153 Haushalten. Davon waren 39 Singlehaushalte, 48 Paare ohne Kinder und 54 Paare mit Kindern, sowie 12 Alleinerziehende und keine Wohngemeinschaften. In 21 Haushalten lebten ausschließlich Senioren und in 108 Haushaltungen lebten keine Senioren.

### Einwohnerentwicklung
| Quelle: | Historisches Ortslexikon                                 |
| • 1577: | 8 Hausgesesse                                            |
| • 1681: | 8 hausgesessene Mannschaften                             |
| • 1734: | 79 Einwohner                                             |
| • 1838: | Familien: 11 nutzungsberechtigte Ortsbürger, 3 Beisassen |

| Wolfshausen: Einwohnerzahlen von 1834 bis 2011 | Wolfshausen: Einwohnerzahlen von 1834 bis 2011 | Wolfshausen: Einwohnerzahlen von 1834 bis 2011 | Wolfshausen: Einwohnerzahlen von 1834 bis 2011 | Wolfshausen: Einwohnerzahlen von 1834 bis 2011 |
| --- | ---------------------------------------------- | ---------------------------------------------- | ---------------------------------------------- | ---------------------------------------------- |
| Jahr |                                                |                                                |                                                | Einwohner                                      |
| 1834 | 1834                                           |                                                | 141                                            | 141                                            |
| 1840 | 1840                                           |                                                | 124                                            | 124                                            |
| 1846 | 1846                                           |                                                | 149                                            | 149                                            |
| 1852 | 1852                                           |                                                | 156                                            | 156                                            |
| 1858 | 1858                                           |                                                | 145                                            | 145                                            |
| 1864 | 1864                                           |                                                | 144                                            | 144                                            |
| 1871 | 1871                                           |                                                | 152                                            | 152                                            |
| 1875 | 1875                                           |                                                | 133                                            | 133                                            |
| 1885 | 1885                                           |                                                | 133                                            | 133                                            |
| 1895 | 1895                                           |                                                | 144                                            | 144                                            |
| 1905 | 1905                                           |                                                | 143                                            | 143                                            |
| 1910 | 1910                                           |                                                | 135                                            | 135                                            |
| 1925 | 1925                                           |                                                | 129                                            | 129                                            |
| 1939 | 1939                                           |                                                | 143                                            | 143                                            |
| 1946 | 1946                                           |                                                | 222                                            | 222                                            |
| 1950 | 1950                                           |                                                | 216                                            | 216                                            |
| 1956 | 1956                                           |                                                | 239                                            | 239                                            |
| 1961 | 1961                                           |                                                | 215                                            | 215                                            |
| 1967 | 1967                                           |                                                | 245                                            | 245                                            |
| 1980 | 1980                                           |                                                | ?                                              | ?                                              |
| 1990 | 1990                                           |                                                | ?                                              | ?                                              |
| 2000 | 2000                                           |                                                | 455                                            | 455                                            |
| 2005 | 2005                                           |                                                | 423                                            | 423                                            |
| 2010 | 2010                                           |                                                | 357                                            | 357                                            |
| 2011 | 2011                                           |                                                | 360                                            | 360                                            |
| Datenquelle: Historisches Gemeindeverzeichnis für Hessen: Die Bevölkerung der Gemeinden 1834 bis 1967. Wiesbaden: Hessisches Statistisches Landesamt, 1968. Weitere Quellen: LAGIS; nach 1970: Gemeinde Weimar:; Zensus 2011 |                                                |                                                |                                                |                                                |

### Historische Religionszugehörigkeit
| Quelle: | Historisches Ortslexikon                                                 |
| • 1861: | 140 evangelisch-lutherische Einwohner, 6 Mitglieder abweichender Sekten. |
| • 1885: | 129 evangelische und 4 andere Christen. (Keine Katholiken)               |
| • 1961: | 195 evangelische, 19 römisch-katholische Einwohner                       |

### Historische Erwerbstätigkeit
| Quelle: | Historisches Ortslexikon |
| • 1746: | Erwerbspersonen: 32 Ackerleute, 2 Schmiede, 2 Wagner, 3 Schneider, 8 Leineweber, 2 Gastwirte, 2 Maurer, 5 Zimmerleute, 2 Fischer, 2 Müller, 18 Tagelöhner. |
| • 1743: | Erwerbspersonen: 10 Ackerleute, 2 Leineweber, 2 Schmiede, 2 Wagner, 1 Schneider, 3 Wirte.                                                                  |
| • 1838: | Familien: 14 Ackerbau, eine Gewerbe, eine Tagelöhner. |
| • 1961: | Erwerbspersonen: 38 Land- und Forstwirtschaft, 33 Produzierendes Gewerbe, 18 Handel und Verkehr, 18 Dienstleistungen und Sonstiges.                        |

## Kultur und Sehenswürdigkeiten

### Vereine
Unter anderem ist in Wolfshausen der Tennisverein (TV) Weimar ansässig. Außerdem gibt es im Ort einen Gymnastikverein, einen Kirchenchor sowie die Freiwillige Feuerwehr und die ebenfalls dort beheimatete Motorradsportvereinigung (MSV) Lahnberge, die auch die Motocross-Strecke in Wolfshausen betreibt. Zudem gibt es noch einen Vogel- und Naturschutzverein. Am 19. Mai 2011 wurde der Verein „Förderverein Bürgerhilfe Weimar“ mit Sitz in Wolfshausen gegründet.

### Bauwerke

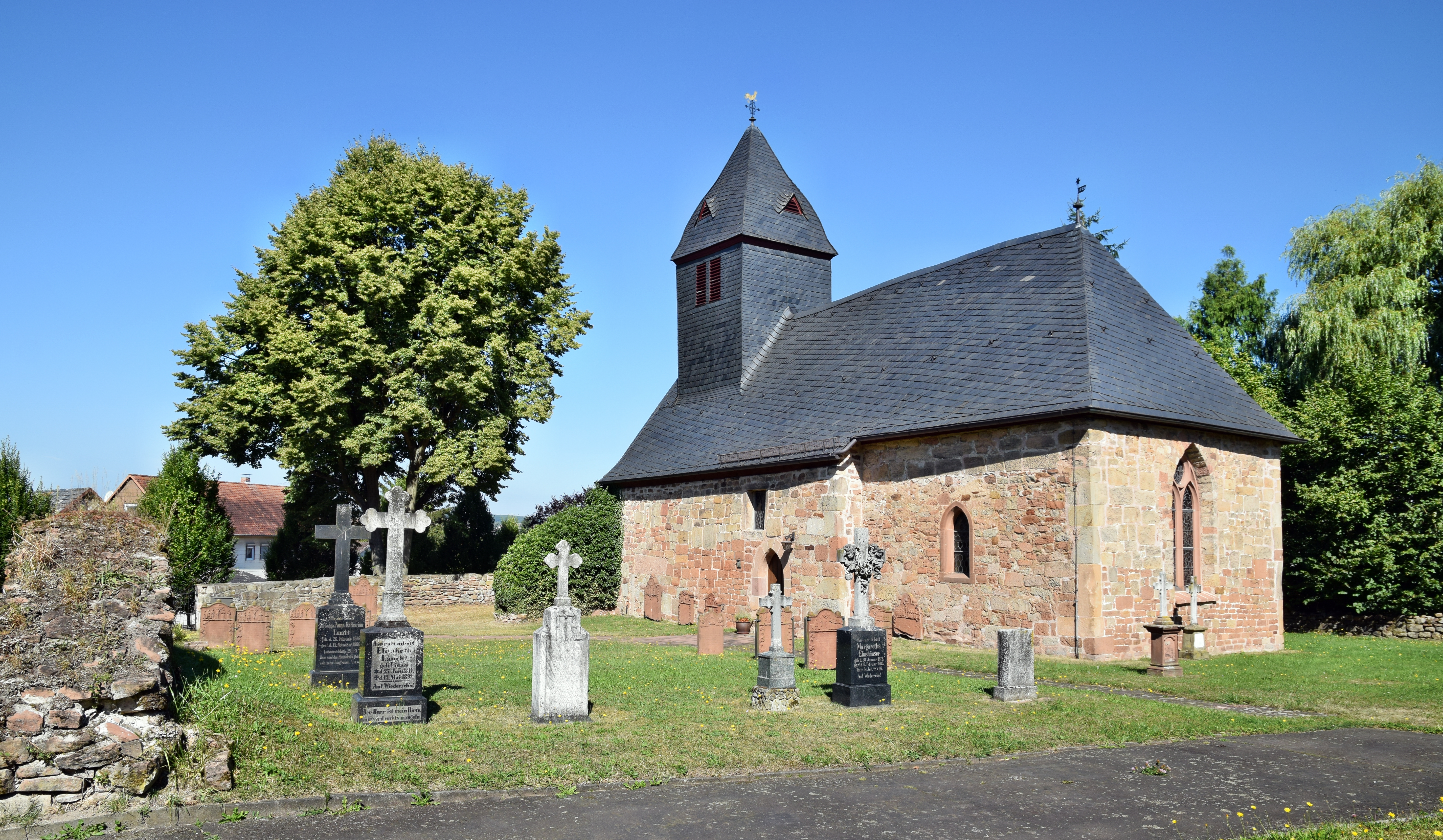
Kirche

Die bedeutendsten Sehenswürdigkeiten Wolfshausens sind die aus dem 11. Jahrhundert stammende Evangelische Kirche Wolfshausen, die das mittelalterliche Bild des Ortskerns prägt, sowie die ehemalige Schule, die ab 1978 in das Bürgerhaus des Dorfes umgebaut wurde.

## Tourismus
Neben einem Hotel ist Wolfshausen insbesondere durch das ehemalige Kreisjugendheim, heutige bsj, Bildungs-, Freizeit und Tagungsstätte Wolfshausen bekannt. Wolfshausen liegt an der Lahn und am Lahntalradweg.